# TOAna
TOAnaは、Amiy（歌・作詞担当）とRyu（ギター・ウクレレ・作曲担当）による日本の音楽ユニットである。2016年に結成、「Island Country Pop ユニット」と称している。

## メンバー
- Amiy - 歌、作詞担当[2]。東京都出身、専門学校で音楽を勉強後、歌手として活動を開始[2]。向山亜美名義にてタレント、モデルとしても活動中[2]。
- Ryu - ギター、ウクレレ、作曲担当[1]。大阪府出身、桑名正博の知遇を得、また影響を受け、音楽活動を開始[1]。劉智秀やRYU智秀名義で映画やテレビドラマなどの音楽監督の活動も行っている[2][3]。

## 作品
- 1stアルバムCD『TOAna!』 - 2018年4月、SUML-0004[4]。
- 配信「勿忘草〜spring day〜」 - 2020年3月[5]。

## ライブ
- TOAna Summer Live! - 2017年8月24日、錦糸町 Little India[6]。
- TOAna 〜Ho’oponopono〜 - 2018年4月26日、錦糸町 SILKROAD CAFE[7]。
- TOAna LIVE♡ 〜アロハとロックでohanaの日〜 - 2019年5月23日、錦糸町 SILKROAD CAFE[8]。

## 楽曲提供
- 「キンキンきんぼり〜♪」 - 錦糸スコープマスコット「きんぼり～」キャラクターソング[9]。
- ドラマ「元町ロックンロールスウィンドル」オープニング・エンディング曲[10]。
- ドラマ「惑星スミスでネイキッドランチを」エンディング曲[11]。